# 鲁迈拉联合作业机构
鲁迈拉联合作业机构（英語：Rumaila Operating Organization，简称：ROO），一家国际石油公司，是由英国石油公司、中国石油和伊拉克南方石油公司三方组成联合体，自2010年7月1日起拥有伊拉克最大油田鲁迈拉油田的作业管理权。

## 概述
鲁迈拉油田是伊拉克最大、世界第四大油田。2009年6月，中国石油与英国石油公司联合在伊拉克国际第一轮油气田招标中成功中标鲁迈拉油田项目。同年11月3日，鲁迈拉油田服务合同在巴格达正式签署。经过多次协商谈判，英国石油、中国石油和伊拉克南方石油公司三方所占股份分别为38%、37%和25%。